# Marcello Mastroianni
Marcello Vincenzo Domenico Mastroianni (født 28. september 1924 i Fontana Liri, Italien, død 19. december 1996 i Paris, Frankrig) var en italiensk filmskuespiller. 
Han arbejdede bl.a. som skuespiller ved Luchino Viscontis Eliseo-teater, og viste at han beherskede både klassisk og moderne spillestil. Han filmdebuterede i 1947, og blev en populær hovedrolleindehaver i en række italienske film i 1950'erne. Han fik et internationalt gennembrud i Viscontis Le notti bianche (Hvide nætter, 1957), og dermed begyndte en af de mest omfattende, alsidige og produktive skuespillerkarrierer i moderne filmhistorie. I løbet af nogle få år spillede han centrale roller i epokegørende film som Federico Fellinis La dolce vita (Det søde liv, 1960) og 8½ (1963), og Michelangelo Antonionis La notte (Natten, 1961). I disse film var han personificeringen af den moderne europæiske mand, men tilførte samtidig alle sine roller en kompleksitet og en vis distance.
Mastroianni spillede varierede hovedroller i film som Pietro Germis Divorzio all'Italiana (Skilsmisse på italiensk, 1961), Marco Ferreris La grande bouffe (Det store ædegilde, 1973) og brødrene Tavianis Allonsanfan (1974). Med alderen blev han mere efterspurgt end nogensinde, og havde karakterroller i Ettore Scolas Una giornata particolare (En ganske særlig dag, 1977), Fellinis La città delle donne (Kvindebyen, 1980) og Ginger e Fred (Ginger & Fred, 1985), Theo Angelopoulos' Biavleren (1986), Nikita Mikhalkovs Oci ciornie (Sorte øjne, 1987) og Giuseppe Tornatores Stanno tutti bene (Alle har det godt, 1990).